# Dataiku
 (juillet 2020).
Dataiku est une société franco-américaine spécialisée dans la science des données. Fondée à Paris, son siège est désormais à New York et elle possède également des bureaux à Londres, Amsterdam, Francfort, Sydney, Singapour, Denver et Los Angeles. Dataiku développe une plateforme pour analyser la donnée et développer des méthodes prédictives en environnement Big Data.

## Histoire
Dataiku a été fondée en 2013 à Paris par quatre cofondateurs : Florian Douetteau, le président-directeur général actuel, est l'ancien directeur de la R&D de l'éditeur français de moteur de recherche Exalead, société dont est également issu Clément Stenac, un des trois autres cofondateurs. Le quatuor est complété par Thomas Cabrol et Marc Batty. La startup intègre l'incubateur d'entreprises Agoranov lors de sa première année de création. Après s'être développée pendant deux ans sur ses fonds propres, Dataiku a levé trois millions d'euros auprès des fonds d'investissement Serena Capital et Alven Capital.
En octobre 2016, Dataiku lève 14 millions de dollars auprès du fond new-yorkais FirstMark Capital (en) alors que la société est en très forte croissance, 300% par an,.
Le 19 décembre 2018, Dataiku réalise une levée de fonds de 101 millions de dollars (88,6 millions d’euros) menée par le fonds américain Iconiq Capital, suivie par Alven Capital, Battery Ventures, Dawn Capital et FirstMark Capital. Il s’agit de la quatrième plus grosse levée réalisée en France depuis le début de l’année après Voodoo (172 millions d’euros), Deezer (160 millions) et Blablacar (101 millions).
En décembre 2019, Dataiku annonce l'entrée de Google à son capital, via son fonds growth CapitalG. Cette opération valorise la société à 1,4 milliard de dollars, ce qui la hisse au rang de licorne française. En 2019, la société emploie 400 personnes dans une dizaine de bureaux à travers le monde.
En 2020, Dataiku lève 85 millions d'euros pour pouvoir lancer la production de projets d'analyse de données reposant sur le machine learning.
En août 2021, la société annonce une nouvelle levée de fonds de 400 millions de dollars (337 millions d’euros) et une valorisation à 4,6 milliards de dollars (3,9 milliards d’euros). La société emploie désormais plus de 1200 employés, dont 300 à Paris, son principal bureau et centre de recherche et développement.
Une levée de fonds de 200 millions de dollars a lieu en décembre 2022. L'entreprise est alors valorisée à 3,7 milliards de dollars.
En 2023, Florian Douetteau annonce réfléchir à une introduction en bourse.

## Description
Dataiku vend des logiciels permettant aux entreprises d’exploiter leurs données.

### Produits
Dataiku développe le logiciel Dataiku Data Science Studio. Sortie en février 2014, la première version visait à permettre aux entreprises d'exploiter leurs données grâce aux méthodes prédictives. Les deux versions ultérieures annoncent d'une part faciliter le travail de préparation de données et de l'autre accélérer le déploiement sur des infrastructures Big Data. Les versions 5 et 5.1 se concentrent sur la mise en production ainsi que sur la sécurité et la « compliance » (conformité).

### Positionnement concurrentiel
En 2017, Dataiku apparait dans le Magic Quadrant de Gartner pour les plateformes de Data Science dans la catégorie des "visionnaires." Ce placement est dû à la nature collaborative du logiciel, basé sur des technologies open source, et accessible pour différents niveaux de compétences.
Dans le quadrant de 2019, le logiciel est classé dans la catégorie des « challengers » après une amélioration de sa « capacité à exécuter »
Dataiku a aussi été nommé dans le Forrester Wave pour les solutions d'analyse prédictive et de machine learning, dans la catégorie « strong performer » en 2017 ainsi qu'en 2018.